# Bar Cordano
El bar Cordano es uno de los bares más antiguos y tradicionales del centro histórico de Lima. Fue fundado el 13 de enero de 1905 por los genoveses Vigilio Botano y los hermanos Luis y Antonio Cordano, inicialmente como un bazar y luego como Salón - Restaurante. En 1978 los Cordano le traspasaron el negocio a sus camareros.
El bar ocupa una vetusta casona de paredes de barro y deslucidos pisos de granito. El establecimiento, que también funciona como restaurante, tiene un área de 280 m² dividido en tres salones, con capacidad para 150 personas. Está a escasos metros del Palacio de Gobierno, situado en una esquina, con dos entradas, una en el Jirón (calle) Ancash 202 y la otra en Carabaya, frente a la estación de Desamparados del viejo ferrocarril limeño.

## Patrimonio Cultural de la Nación
En 2005 la Municipalidad de Lima le otorgó un reconocimiento por su Centenario de vida. Fue declarado Patrimonio Cultural de la Nación por R.J. No. 009-1989-INC/J el 26 de abril de 1989.